# Vigoulet-Auzil
Vigoulet-Auzil is een gemeente in het Franse departement Haute-Garonne (regio Occitanie). De plaats maakt deel uit van het arrondissement Toulouse. Vigoulet-Auzil telde op 1 januari 2022 1.021 inwoners. 

## Geografie
De oppervlakte van Vigoulet-Auzil bedroeg op 1 januari 2022 3,46 vierkante kilometer; de bevolkingsdichtheid was toen 295,1 inwoners per km².

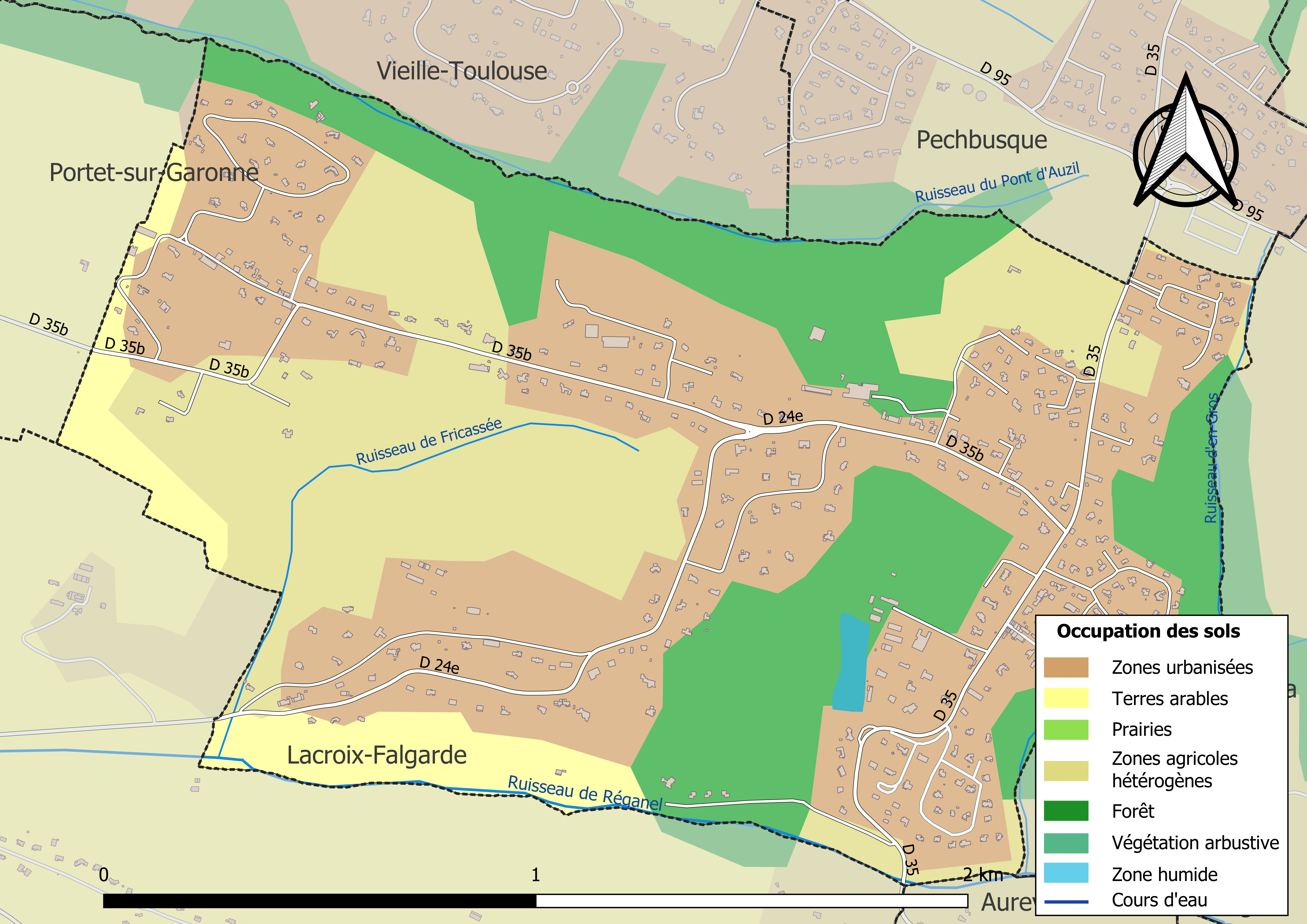
Kaart van de gemeente met belangrijkste infrastructuur, bodemgebruik en omliggende gemeenten

## Demografie
Onderstaande figuur toont het verloop van het inwonertal (bron: INSEE-tellingen).